# Дон-Беніто
Дон-Беніто (ісп. Don Benito) — муніципалітет в Іспанії, у складі автономної спільноти Естремадура, у провінції Бадахос. Населення — 36 227 осіб (2010).
Муніципалітет розташований на відстані близько 250 км на південний захід від Мадрида, 95 км на схід від Бадахоса.
На території муніципалітету розташовані такі населені пункти: (дані про населення за 2010 рік)
- Конкіста-дель-Гуадіана: 149 осіб
- Дон-Беніто: 31999 осіб
- Гаргалігас: 549 осіб
- Ернан-Кортес: 901 особа
- Руекас: 799 осіб
- Ель-Торвіскаль: 539 осіб
- Вальдеорнільйос: 613 осіб
- Віварес: 678 осіб

## Демографія
Динаміка населення (INE ):

## Уродженці
- Хуанма Гомес (*1981) — іспанський футболіст, півзахисник.
- Педро Порро (*1999) — іспанський футболіст, правий захисник клубу «Тоттенгем Готспур».

## Галерея

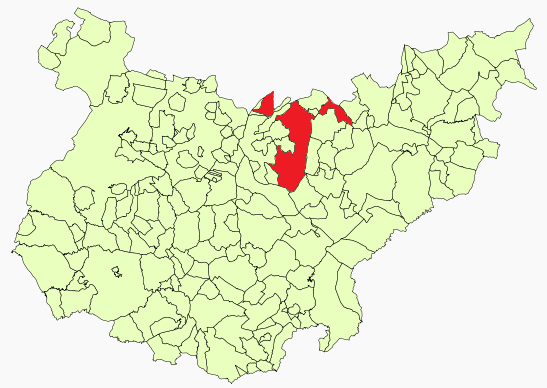
Розташування муніципалітету Дон-Беніто